# Nässjö stadskyrka

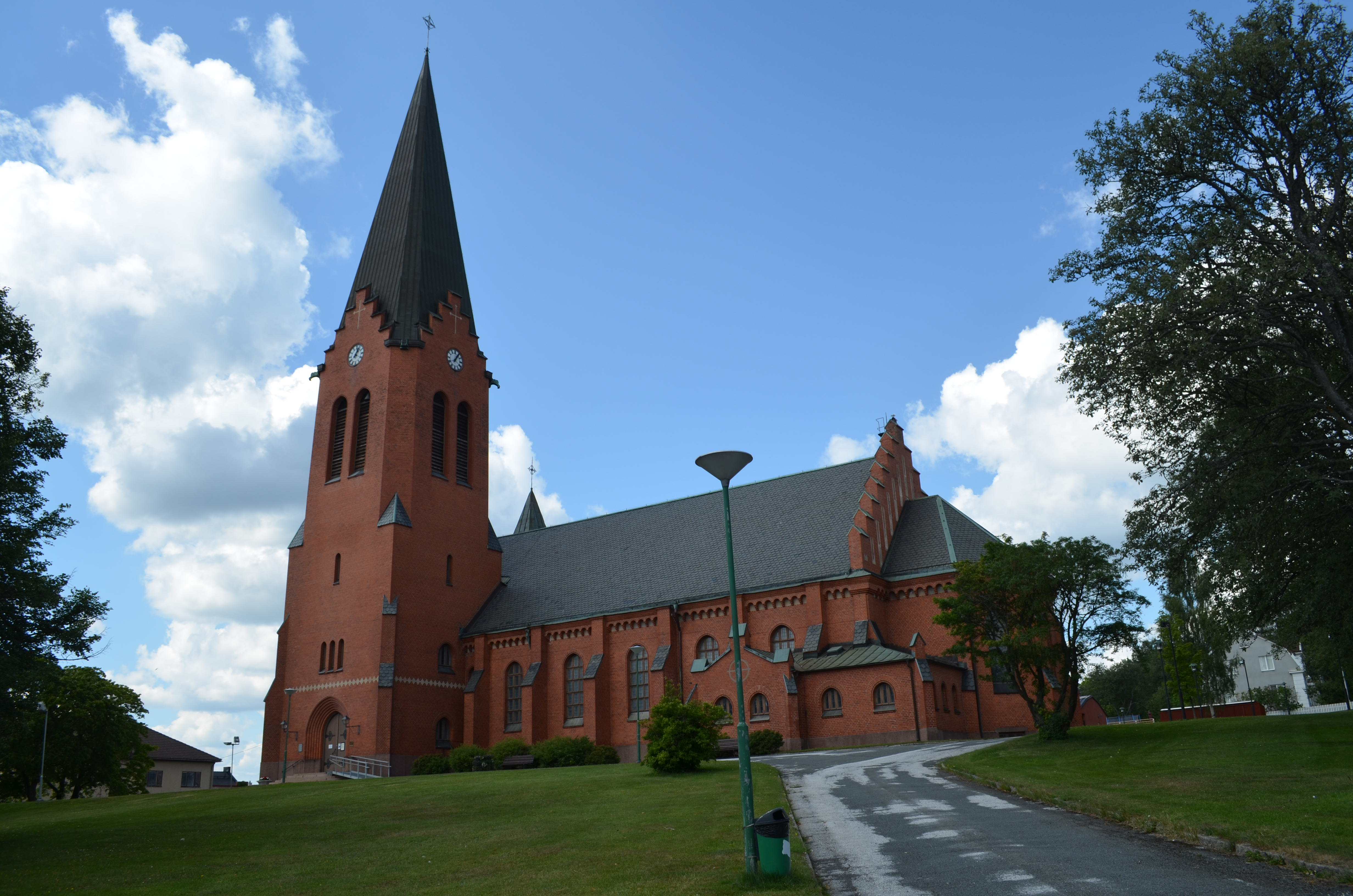

Nässjö  stadskyrka är en kyrkobyggnad i Nässjö församling i Växjö stift. 

## Kyrkobyggnaden
Eftersom den ursprungliga kyrkan låg relativt långt från Nässjö tätort fattades under 1900-talets början beslut om att uppföra en helt ny kyrka på en höjd nordöst om Nässjö centrum. Som arkitekt för nybyggnaden anlitades arkitektkontoret Hagström & Ekman. Kyrkan uppfördes i rött tegel i nygotisk stil och invigdes den 19 december 1909 av biskop N.J.O.H. Lindström, Växjö. När nya kyrkan tagits i bruk fick den tidigare 1700-talskyrkan benämningen Nässjö gamla kyrka.
Den nya kyrkobyggnaden är en hallkyrka och består av ett långhus med rundformat kor i öster. Vid norra långsidan ligger  sakristian och ett kapell med namnet Sankt Markus kapell. Två torn är uppförda vid västra långsidan, ett mindre och ett större. Det större tornet  är i likhet med långhusets gavlar försett med trappgavlar och en hög spira i typisk Helgo Zettervall-stil. Det verkar som om  dennes verk, exempelvis Allhelgonakyrkan i Lund, inspirerat arkitekten. Det mindre tornet avslutas också med en spira men är inte prytt med trappgavlar. I det större tornet finns vapenhuset. Intill kyrkan ligger församlingshemmet, Mariagården, som är förbundet med kyrkan genom en gång.

## Inventarier
- Dopfunt i sandsten daterad till 1200-talet.(Överförd från gamla kyrkan).
- Triumfkrucifix daterat till 1300-talet. (Överförd från gamla kyrkan).
- Tre korfönster  i  arkitekturglas  utförda av konstnär Elis Lundqvist 1961.
- Fristående altare
- Altarring  tudelad med öppning  i mitten
- Altarkors av silver.
- Predikstol i nygotik.
- Öppen nygotisk bänkinredning.

## Orglar
- 1909 bygger Johannes Magnusson, Göteborg en orgel med 23 stämmor.
- 1958 installerades en orgel byggd av Olof Hammarberg, Göteborg med 30 stämmor och tre manualer. Orgeln är mekanisk med ny fasad.

| Ryggpositiv I  | Huvudverk II      | Bröstverk III     | Pedal         | Koppel |
| Trägedakt 8’   | Kvintadena 16’    | Rörflöjt 8’       | Subbas 16'    | I/P    |
| Principal 4’   | Principal 8'      | Gedakt 4’         | Principal 8'  | II/P   |
| Spetsflöjt 4’  | Gedackt 8’        | Princiapl 2'      | Gedakt 8'     | I/II   |
| Blockflöjt 2’  | Oktava 4'         | Flöjt 2'          | Nachthorn 4'  | III/II |
| Nasat 1 1/3'   | Rörflöjt 4'       | Cymbel 2 ch       | Kvintadena 2' |        |
| Ters 4/5’      | Spetskvint 2 2/3' | Regal 8'          | Mixtur 3 ch   |        |
| Scharf 3 ch    | Oktava 2'         | Crescendosvällare | Fagott 16'    |        |
| Rörskalmeja 8' | Mixtur 4 ch       |                   |               |        |
| Tremulant      | Trumpet 8'        |                   |               |        |

- Kororgel byggd 1962 på 4 stämmor och en manual av Olof Hammarberg, Göteborg finns placerad nedanför kortrappan. Orgeln är mekanisk.

| Manual       |
| Gedackt 8'   |
| Rörflöjt 4'  |
| Principal 2' |
| Mixtur 2 ch  |